# Рошківці
Рошківці (словац. Roškovce) — село в Словаччині, Меджилабірському окрузі Пряшівського краю. Розташоване в північно-східній частині Словаччини.

## Історія
Давнє лемківське село. Вперше згадується у 1478 році.

## Пам'ятки
У селі є греко-католицька церква Покрови Пресвятої Богородиці з 1730 року в стилі бароко-класицизму, перебудована в 1766 році.

## Населення
| Рік:            | 1994. | 2004.    | 2014.    | 2024.    |
| --------------- | ----- | -------- | -------- | -------- |
| Кількість осіб: | 246   | 217      | 185      | 132      |
| Різниця:        |       | -11,78 % | -14,74 % | -28,64 % |

| Рік:            | 2023. | 2024.   |
| --------------- | ----- | ------- |
| Кількість осіб: | 139   | 132     |
| Різниця:        |       | -5,03 % |

В селі проживає 197 осіб.
Національний склад населення (за даними останнього перепису населення — 2001 року):
- словаки — 77,64 %
- русини — 20,25 %

Склад населення за приналежністю до релігії станом на 2001 рік:
- греко-католики — 96,20 %,
- римо-католики — 1,69 %,
- не вважають себе віруючими або не належать до жодної вищезгаданої церкви — 2,11 %.